# Шёпс (Тюрингия)
Шёпс (нем. Schöps) — община в Германии, в земле Тюрингия.
Входит в состав района Заале-Хольцланд. Подчиняется управлению Зюдлихес Залеталь. Население составляет 399 человек (на 31 декабря 2010 года). Занимает площадь 4,35 км².